# لارند (کانزاس)
لارند (به انگلیسی: Larned) شهری در ایالت کانزاس کشور ایالات متحده آمریکا است که جمعیت آن در سرشماری سال ۲۰۱۰ میلادی، ۴٬۰۵۴ نفر بوده‌است.